# Roland Coty

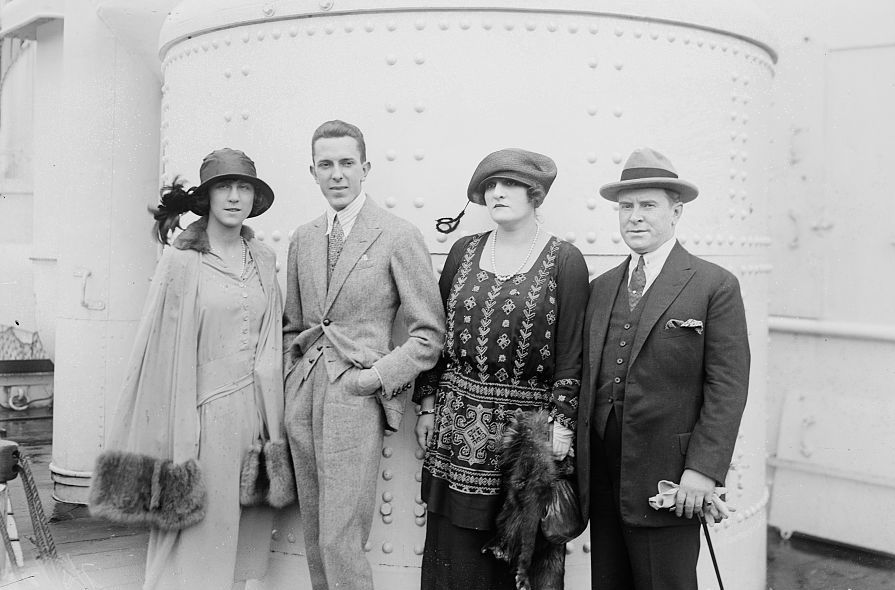
Rechts die Eltern von Roland Coty, Yvonne Alexandrine und François Coty

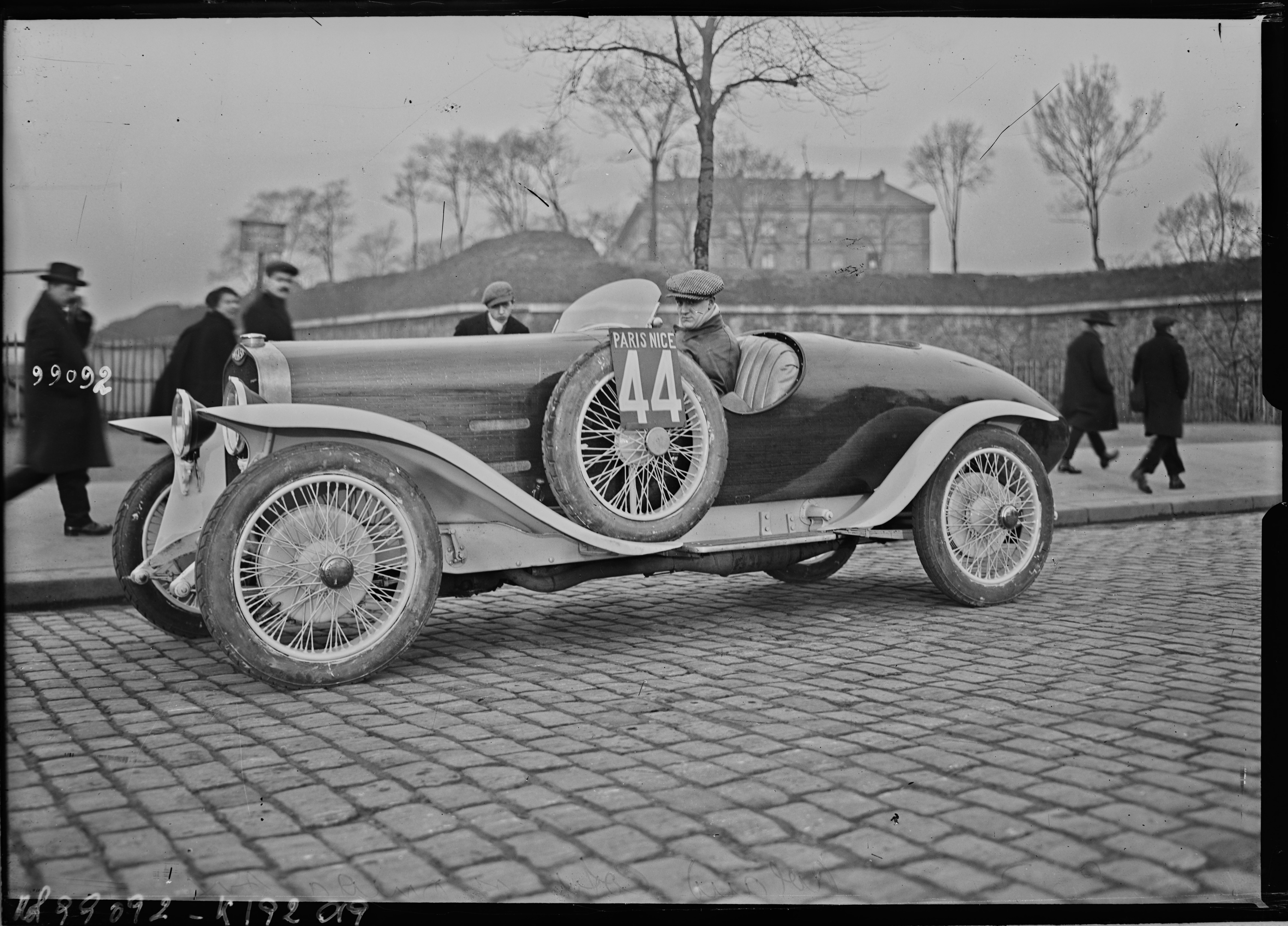
Roland Coty in einem Oméga Six 1925

Roland Alphée Spoturno genannt Coty (* 6. Juli 1901 in Paris; † 9. März 1963 in Sorigny) war ein französischer Unternehmer und Autorennfahrer.

## Familie und Beruf
Roland Coty war der Sohn von François Coty, dem Gründer des Parfüm-Herstellers Coty. Sein 1874 im korsischen Ajaccio geborener Vater war ein Nachkomme von Isabelle Bonaparte, einer Tante Napoleons. Nach dem frühen Tod seiner Eltern wuchs sein Vater, der als Joseph Marie François Spoturno zur Welt kam, bei seiner Großmutter auf. Später nahm er den Nachnamen seiner Mutter an. Coty sollte seine korsische Herkunft verbergen.
Roland Cotys Mutter war Yvonne Alexandrine Le Baron, die Tochter des Malers und Münzengraveurs Alphée Dubois. Sein Vater wurde während des Ersten Weltkriegs zu einem der reichsten Franzosen und Roland Copty lebte in großem Wohlstand. Seine Eltern wurden 1929 geschieden und laut Scheidungsurteil gingen nach dem Tod seines Vaters 1934 die Geschäftsanteile auf seine Mutter über, die in zweiter Ehe mit dem Herausgeber des Le Figaro, Leon Cotnareanu, verheiratet war. Cotnareanu war viele Jahre Aufsichtsratsvorsitzender von Coty.
Roland Coty war lange Zeit als Geschäftsführer im Unternehmen tätig. In seinem Todesjahr 1963 wurde das Unternehmen an den Pharmakonzern Pfizer verkauft.

## Karriere als Rennfahrer
Roland Coty startete einmal beim 24-Stunden-Rennen von Le Mans. 1924 fuhr er als Partner von Marcel Mongin einen Oméga Six. Der Einsatz endete nach einem technischen Defekt am Fahrzeug vorzeitig. 

## Statistik

### Le-Mans-Ergebnisse
| Jahr | Team                  | Fahrzeug         | Teamkollege   | Platzierung | Ausfallgrund |
| ---- | --------------------- | ---------------- | ------------- | ----------- | ------------ |
| 1924 | Automobiles Oméga-Six | Oméga Six Type A | Marcel Mongin | Ausfall     | Unfall       |